# Johann Eckard Löffler
Johann Eckard Löffler (* in Treysa, Hessen-Nassau; † nach 1680 in Köln; auch Johann Eckhard Löffler, Joes Eckart Löffler und „Joan Eckart Löffler“) war ein deutscher Kupferstecher und Radierer.
Nachdem sein jüngerer Bruder, der Kupferstecher Johann Heinrich Löffler (* um 1615; † nach 1683) zur Unterscheidung seine Werke mit „Löffler junior“ bezeichnete, wird Johann Eckard auch „der Ältere“ genannt. Er selbst signierte seine Bilder mit „JEL“ bzw. „IEL“, „EL“ und „L“ oder auch „Löffler senior“ bzw. „Joes Eckart Löffler fecit“ oder „Joan Eckart Löffler fecit“.
Seine Tätigkeit in Köln begann 1630 und dauerte noch 1675.

## Werke
Mehrere emblematische Ansichten aus dem Thesaurus philopoliticus, so die Ronneburg bei Büdingen und Burg Bartenstein in Unterfranken.

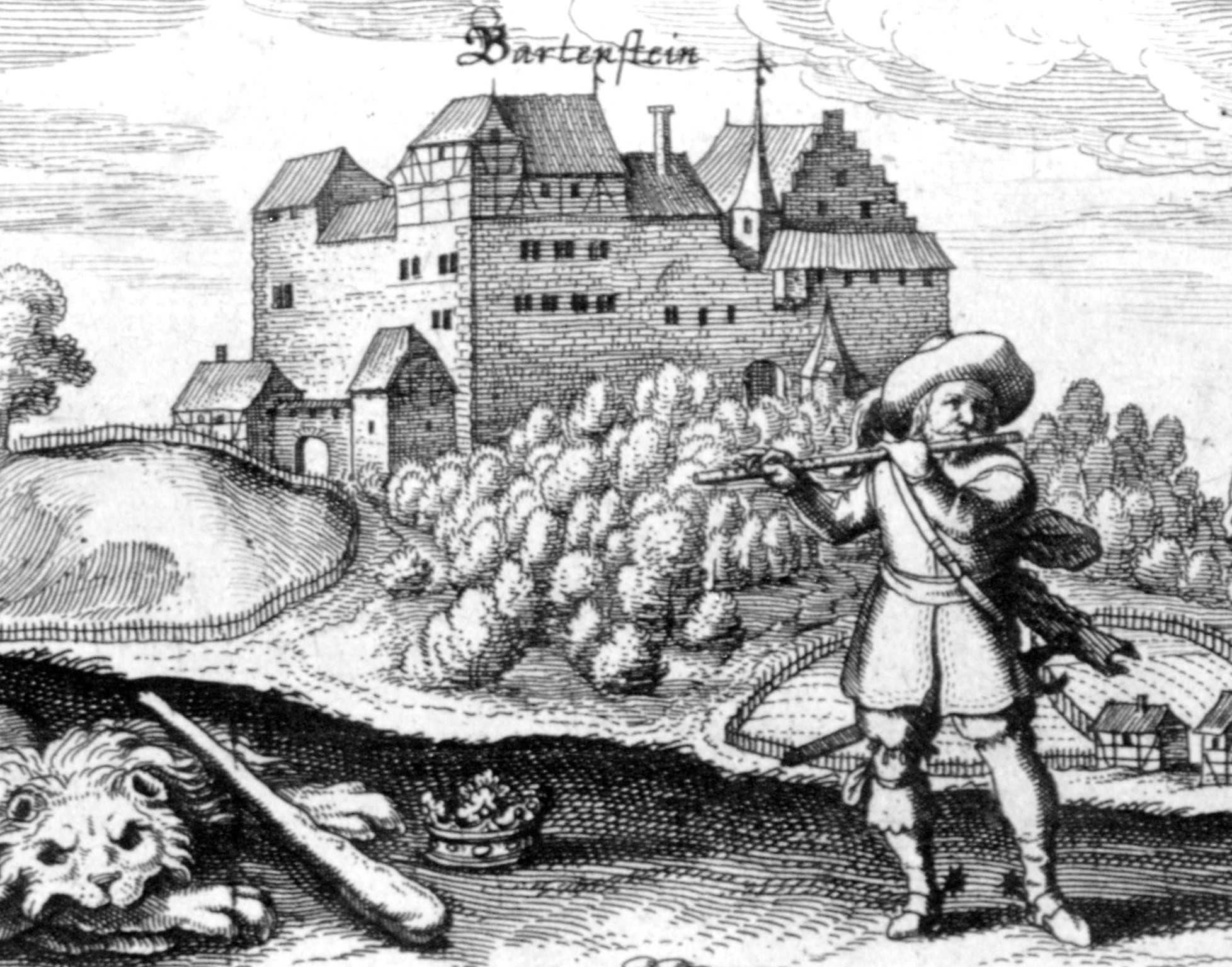
Burg Bartenstein (aus Meissners Thesaurus philopoliticus)

### Thesaurus philopoliticus
Johann Eckard Löffler arbeitete unter anderem in Frankfurt am Main für Eberhard Kieser, der dort ein Verlagsgeschäft betrieb, in dem er zusammen mit Daniel Meisner ab 1623 eine Sammlung von Kupferstichen mit Stadtansichten aus der damals bekannten Welt herausgab unter dem Titel Thesaurus philopoliticus, deutscher Titel Politisches Schatzkästlein.

### Flores Seraphici
In den Jahren 1640 und 1642 entstanden die beiden Bände „Flores Seraphici“ mit 723 legendarischen Biographien von Kapuzinern, die zwischen etwa 1525 und 1612 gelebt hatten. Die Biographien selbst verfasste der Kapuziner Charles d´Arenberg (* 1593; † 1669), ein Sohn des Prinzen von Arenberg und Saint-Empire, Charles de Ligne auf der Grundlage der „Annales Ordinis Minorum Capucinorum“ von Boverius (Lyon, 1632). Die über 180 ganzseitigen Kupferstiche, auf denen unter anderem beschriebene Wunder bildlich dargestellt sind, gelten als umfangreichstes Werk der Brüder Johann Heinrich und Johann Eckard Löffler. Die Illustrationen entwarf Johannes Schot (auch Schott) aus dem hessischen Friedberg.

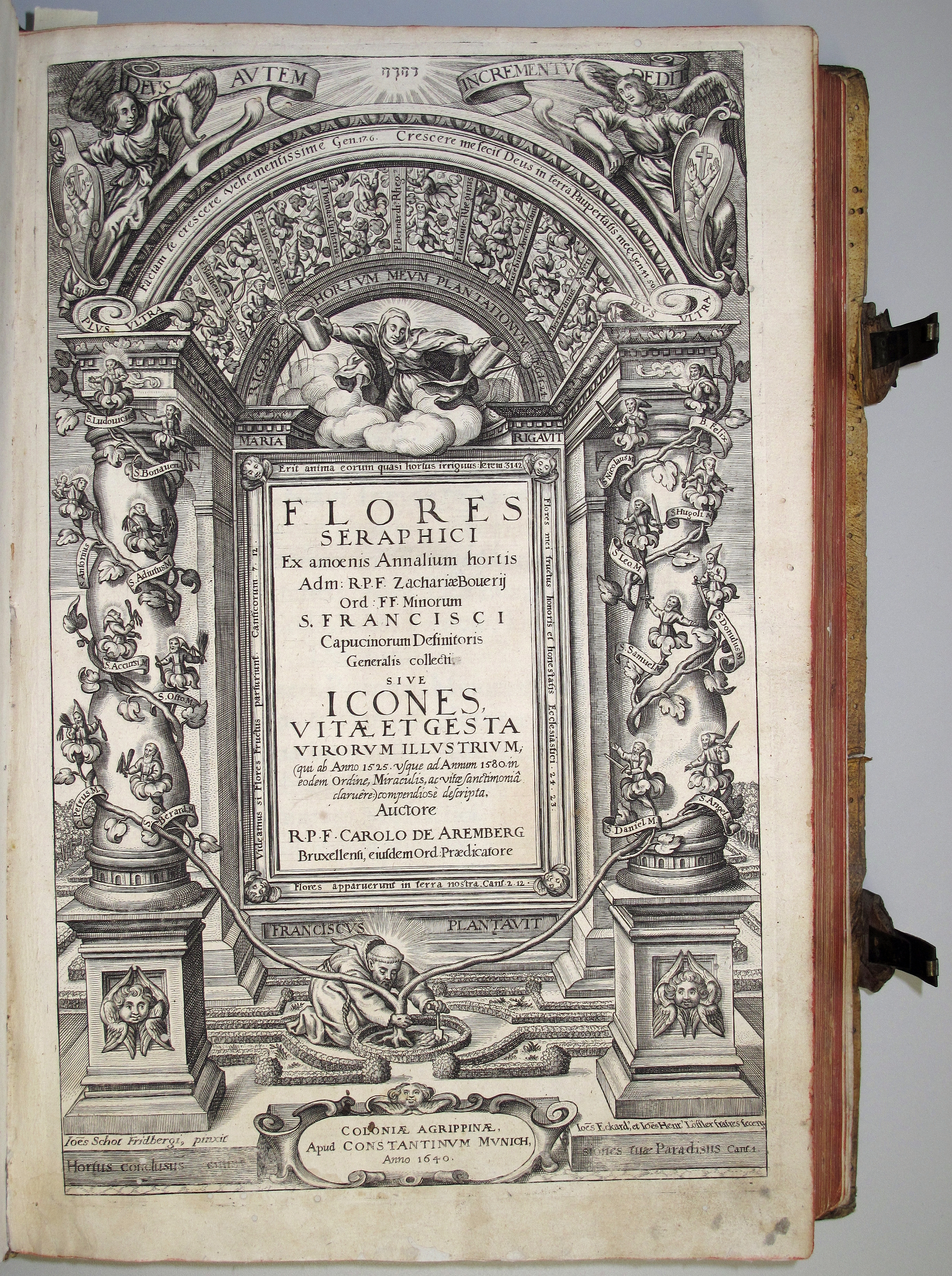
Titelblatt: Flores Seraphici (1640)